# Солнце, не свети
«Солнце, не свети» (англ. Sun Don't Shine) — американский фильм, криминальная драма, снятая Эми Сайметц по собственному сценарию в 2012 году.

## Сюжет
Кристал (Кейт Лин Шейл) и Лео (Кентакер Одли) едут в машине через штат Флорида. В багажнике лежит труп мужа Кристал, которого она убила в ходе ссоры. Лео вызвался помочь ей избавиться от трупа. Он едет к своей старой знакомой Терри (Кит Гуин), чтобы обеспечить себе алиби, одолжить у неё лодку и утопить тело в озере.
Настроение Кристал постоянно меняется. Периоды истеричной агрессии чередуются с подавленным состоянием. Застав Лео вместе с Терри, она врывается в дом, нападает на обоих и угрожает им ножом. Лео с трудом удаётся успокоить Кристал и убедить Терри не вызывать в полицию. Возле лодочной станции её владелец видит содержимое багажника машины, и Лео убивает его. Вдвоём с Кристал они переносят оба трупа в лодку и выбрасывают их посреди озера. Во время последовавшей ссоры Кристал оглушает Лео ударом весла по голове. Думая, что убила его, она возвращается к машине, замечает полицейскую машину и убегает. Лео сдаётся полиции.

## В ролях
| Актёр         | Роль                      |
| ------------- | ------------------------- |
| Кейт Лин Шейл | Кристал                   |
| Кентакер Одли | Лео                       |
| Кит Гуин      | Терри                     |
| Эй Джей Боуэн | Водитель                  |
| Марк Риб      | Владелец лодочной станции |

## Критика
Джастин Лоу в обзоре для The Hollywood Reporter отмечает, что Сайметц в своём дебютном фильме удалось выжать максимум из весьма ограниченных ресурсов, сконцентрировавшись на проработке персонажей.
Несколько критиков, похвалив профессионально созданную в фильме атмосферу клаустрофобии и паранойи, обратили внимание на то, что Сайметц всё же не уделила достаточного внимания раскрытию главных героев — характер и мотивация Кристалл, несмотря на хорошую игру Кейт Шейл, остались недостаточно проработанными в сценарии.
На агрегаторе Rotten Tomatoes по состоянию на июль 2018 года рейтинг фильма составляет 94% со средней оценкой 7,4 по 10-балльной шкале.

## Награды и номинации
- 2012. Фестиваль South by Southwest (SXSW), приз Chicken & Egg Emergent Narrative Woman Director Award — победа[7].
- 2013. Кинопремия «Готэм», приз Bingham Ray Breakthrough Director Award — номинация[8].
- 2013. Кинопремия «Готэм», приз Best Film Not Playing at a Theater Near You — номинация[7].